# Baronessa Janet Young
Janet Mary Young, Baronessa Young (23 ottobre 1926 – 6 settembre 2002) è stata una politica inglese.

## Biografia
Nata nel 1926, frequentò principalmente la Dragon School di Oxford dove giocò a rugby e cricket, e poi alla Headington School. Durante la seconda guerra mondiale ha studiato a Yale, e poi ha preso un Master in filosofia, politica ed economia al St Anne's College di Oxford. Esponente del Partito Conservatore, fu membro della Camera dei Lord dal 1971. Dal 1973 al 1974 fu Sottosegretario di Stato per l'Ambiente.
Divenne nel 1979 Ministro di Stato per l'Educazione e la Scienza nel primo governo di Margaret Thatcher, fino al 1981.
È stata la prima donna ad essere leader della Camera dei Lord dal 1981 al 1983, la prima Cancelliere del Ducato di Lancaster e dal 1982 al 1983 anche Lord del Sigillo Privato.
Dal 1983 al 1987 fu Ministro di Stato per gli Affari Esteri e del Commonwealth nel governo Thatcher II.

## Vita privata
Ha sposato il chimico accademico Geoffrey Tyndale Young (1915-2014) ed ha avuto tre figlie.